# Der Fünfzehnjahrige Krieg
Der Fünfzehnjahrige Krieg è il quinto album in studio del gruppo metal tedesco Absurd, pubblicato nel 2008.

## Tracce
1. Intro - Der Fünfzehnjährige Krieg – 2:35
2. Der Große Tod – 2:39
3. Eternal Winter – 4:10
4. In Des Mondes Blut'Gen Schein – 4:37
5. Mourning Soul – 2:03
6. Tod Vor Sonnenaufgang – 2:59
7. Heaven In Blood – 1:58
8. Werwolf – 2:24
9. Gates Of Heaven – 3:14
10. Pesttanz – 2:45
11. Last Breath – 4:06
12. Asgardsrei – 3:28
13. Ashes to Ashes – 3:09
14. Als die Alten jung noch waren – 2:37
15. Colours of Autumn – 2:14
16. Landsknechtstrommel (akustisches Präludium) / Landsknechtstrommel – 3:19
17. Betet für uns (Der Fluch cover) – 2:56